# Roman Bucheli
Roman Bucheli (geboren 1960 in Emmenbrücke) ist ein Schweizer Journalist und Literaturkritiker.

## Leben
Roman Bucheli studierte ab 1980 Germanistik und Philosophie an der Universität Freiburg und wurde 1994 mit einer Dissertation über den Lyriker Alexander Xaver Gwerder an der Universität Zürich promoviert. Er schrieb freiberuflich Literaturkritiken für Schweizer Zeitungen. Ab 1994 arbeitete er als Redakteur beim Deutschen Literatur-Lexikon. Im Jahr 1999 wurde er Mitglied der Feuilleton-Redaktion der Neuen Zürcher Zeitung (NZZ). Er schreibt über deutsche Literatur aus der Schweiz und Deutschland, niederländische Literatur und auch die Kinder- und Jugendbücher dieser Länder. 
Im Jahr 2020 wurde Bucheli in Anerkennung seines literaturkritischen Schaffens mit dem Premio Masciadri ausgezeichnet und 2021 wurde ihm der Alfred-Kerr-Preis für Literaturkritik zuerkannt.

## Schriften
- Alexander Xaver Gwerder. Zentralstelle der Studentenschaft, Zürich 1994. (Dissertation, Universität Zürich 1994.)
- (Hrsg.): Bei mir laufen Fäden zusammen : literarische Aufsätze, Kritiken, Briefe. Max Rychner. Wallstein, Göttingen 1998, ISBN 978-3-89244-300-1.
- (Hrsg.): Nur weg möchte ich von hier : Briefe und Schriften aus dem Exil. Hugo Wolfgang Philipp. Wallstein, Göttingen 2005, ISBN 978-3-89244-876-1.
- (Hrsg.): Wohin geht das Gedicht? Wallstein, Göttingen 2006, ISBN 3-89244-993-7.